# Катастрофа Boeing 737 под Джебель-Али
Катастрофа Boeing 737 под Джебель-Али — крупная авиационная катастрофа в результате террористического акта, произошедшая в пятницу 23 сентября 1983 года с авиалайнером Boeing 737-2P6 авиакомпании Gulf Air, выполнявшим рейс GF-771 по маршруту Карачи—Абу-Даби.
В то время как Boeing 737-2P6 был на подходе к аэропорту Абу-Даби, взорвалась бомба в багажном отсеке. Самолет разбился в пустыне близ Джебель-Али между Абу-Даби и Дубаем. Все 7 членов экипажа и 105 пассажиров погибли. Большинство погибших были гражданами Пакистана, многие возвращались на работу в страны Персидского залива, проведя праздники со своими семьями в Пакистане.
Бомба была заложена в багажный отсек организацией Абу-Нидаля, чтобы заставить Саудовскую Аравию платить деньги, чтобы Нидаль не устраивал теракты против граждан этой страны. Кувейт и ОАЭ заплатили сразу после теракта.